# Рене Швалль
Рене Швалль (нім. René Schwall, 1971) — німецький яхтсмен.
Бронзовий призер Олімпійських Ігор 2000 року в класі Торнадо.